# Esteve Soler

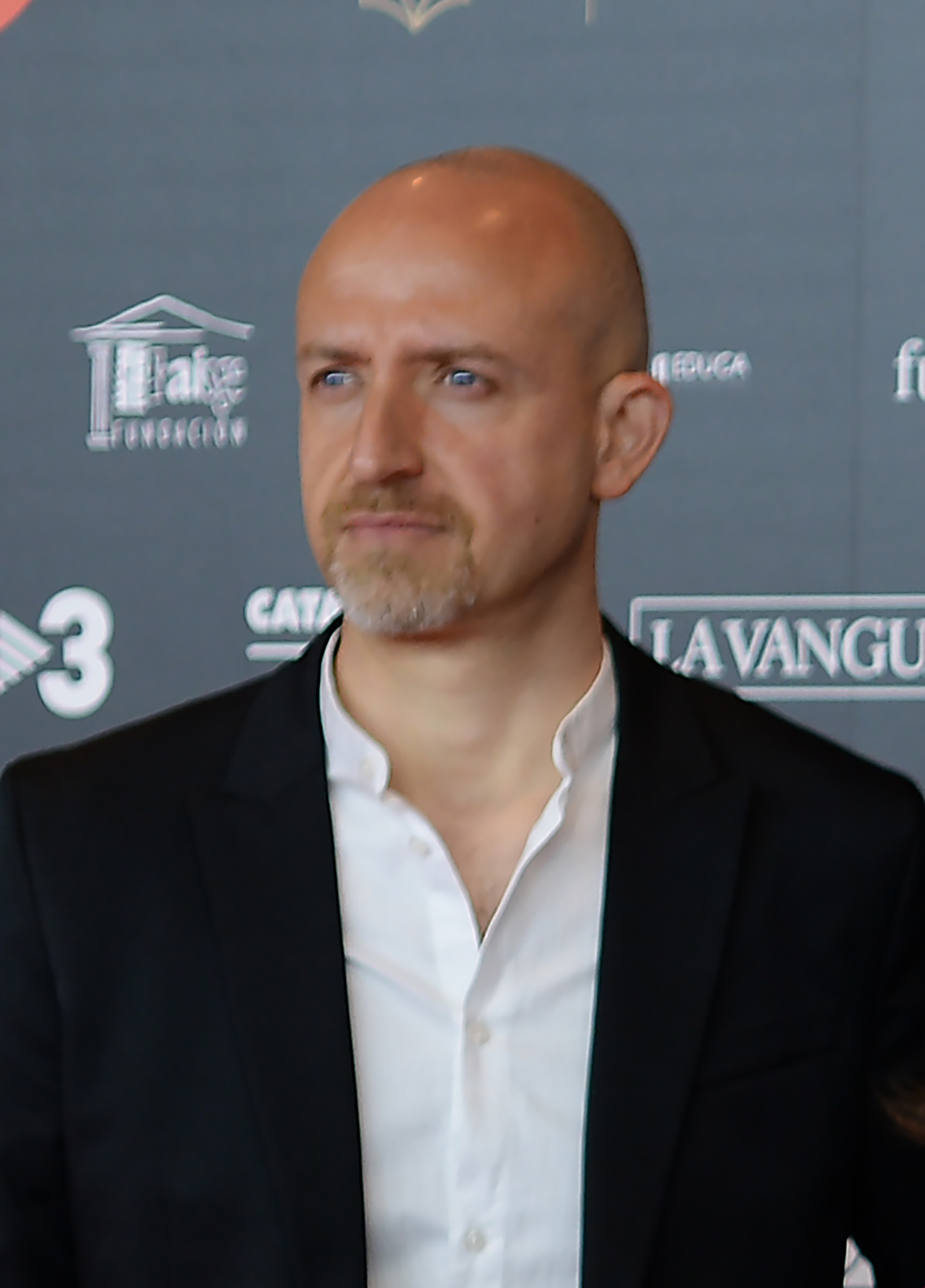
Esteve Soler (2020)

Esteve Soler Miralles (geboren 18. Dezember 1976 in L’Hospitalet de Llobregat) ist ein katalanischer Theaterautor.        

## Leben
Esteve Soler Miralles studierte am Institut del Teatre in Barcelona Regie und Dramaturgie. Er lehrt szenisches Schreiben am Theater Sala Beckett in Barcelona. Seine Stücke wurden an katalanischen Theatern uraufgeführt, so Jo sóc un altre! am Teatre Nacional de Catalunya und Davant de l’home am Teatre Lliure. Das Stück Memòria hatte am Bell Theatre in London Premiere. Die Trilogie Contra el progreso, Contra el amor und Contra la democracia wurde seit 2008 in siebzehn Sprachen übersetzt und auch in den USA und Südamerika inszeniert. Contra el progrés (Gegen den Fortschritt) wurde 2008 beim Stückemarkt des Berliner Theatertreffens in der Inszenierung von Lars-Ole Walburg gezeigt.
Solers Trilogie stand 2014 im Theaterfinale des Premios Max.

## Werke (Auswahl)
- Llàgrimes per la Nasser. Barcelona : Planeta, 2003
- Un català al laberint de Terra Santa. Barcelona : Planeta, 2005
- Trilogía contra el progreso, contra el amor y contra la democracia. 2008
  - Gegen den Fortschritt. Sieben burleske Szenen. Aus dem Katalanischen von Charlotte Frei.
  - Gegen die Liebe. Sieben burleske Dramolette. Deutsch von Georg Holzer
  - Gegen die Demokratie. Sieben kurze Stücke des Grand Guignol. Aus dem Katalanischen von Charlotte Frei
- En contra : 23 contes teatralitzats. Paterna-La Canyada : Tres i Quatre, 2013
- Escòcia, joc de miralls. Barcelona Pòrtic 2014